# قصر القهوة

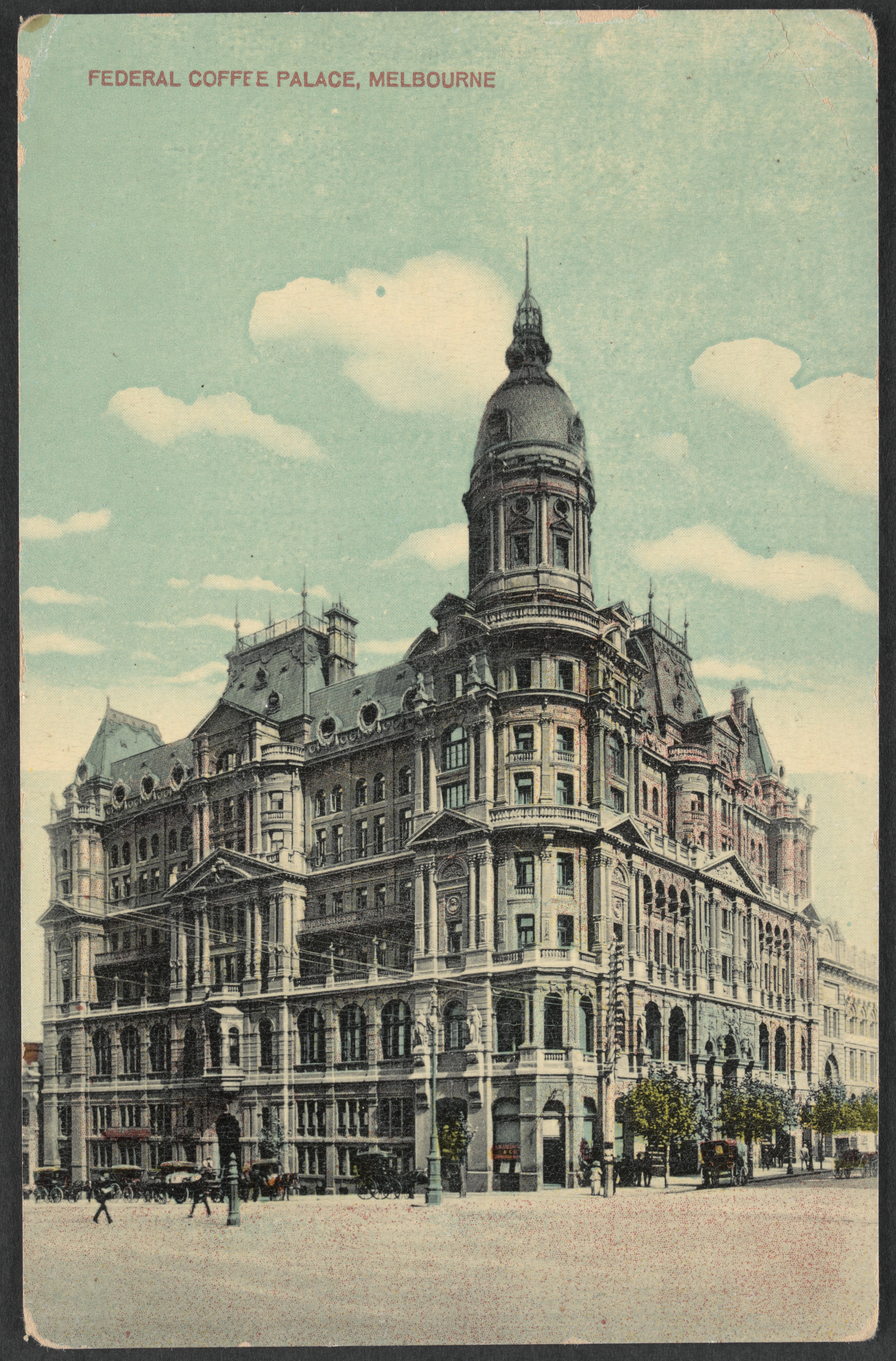
قصر القهوة الفيدرالي الذي بني في شارع كولينز ملبورن، في عام 1888، والذي يعدّ أكبر وأروع قصر قهوة تم بناؤه على الإطلاق. تم هدمه في عام 1973.

قصر القهوة هو نُزُل ضخم ومُعقد البناء يمتنع عن تقديم المشروبات الكحولية، انتشر بناؤه في أستراليا أواخر القرن التاسع عشر.
بُنيت «فنادق العفّة» في البداية في المملكة المتحدة في خمسينيات القرن التاسع عشر لتوفير بدائل من الحانات والنُزُل، وفي سبعينيات القرن التاسع عشر أصبحت موجودة في كل بلدة ومدينة، بعضها كبيرة ومعقدة في بنائها. في أواخر سبعينيات القرن التاسع عشر شاعت الفكرة في أستراليا، إذ أصبح «قصر القهوة» مصطلحًا عالميًا تقريبًا، وبُنيت العشرات منه في ثمانينيات القرن التاسع عشر، إضافةً إلى أكبر الفنادق في البلاد. بسبب الكساد الاقتصادي في منتصف تسعينيات القرن التاسع عشر، تحول بعض هذه البنايات إلى فنادق اعتيادية، والبعض الآخر استُخدم لأغراض أخرى. رافق الاسم النُزُل البسيطة ودور الضيافة في بداية القرن العشرين، حتى فقدت تلك الفنادق شُهرتها. ومع كبر حجم تلك الفنادق، لم تحقق نجاحاً مالياً، هُدِمَ العديد منها تدريجيًا من ضمنها معظم الأبنية الضخمة.

## التاريخ
خلال القرنين السابع عشر والثامن عشر، انتشرت المقاهي التي كانت شبيهة بالحانات إلا أنها تُقدم القهوة بدلًا من المشروبات الكحولية، اشتُهرت في المملكة المتحدة، لكنها فقدت شهرتها في نهاية القرن الثامن عشر.
بحلول مطلع القرن التاسع عشر في الولايات المتحدة، دعت حركة الفضيلة للتوعية بالمضار الأخلاقية والاقتصادية والصحية للإفراط في استهلاك المشروبات الكحولية، تطورت الحملة لاحقاً للتشجيع على الامتناع عن شرب الكحول. في بداية ثلاثينيات القرن التاسع عشر انطلقت «حركة الفضيلة» جدياً في المملكة المتحدة، بدءاً من الشمال، وانتشرت بعدها في جميع أنحاء البلد. شيدت الحركة أو حوّلت مقراتها للاجتماعات والترفيه والطعام والإقامة، وافتُتح «فندق العفّة» الأول عام 1833 في بريستون، مع 22 بناية أخرى في الشمال والأراضي الوسطى بحلول عام 1835، رغم عدم توفر خاصية الإقامة في بعضها.
بهدف استبدال الحانات، كانت غالباً بنفس حجمها، وامتلكت كل بلدة مهما كان حجمها فندقاً واحداً على الأقل. إضافةً إلى «فندق العفّة»، ظهرت العديد من الأسماء لها مثل حانة العفّة وحانة القهوة وغرف القهوة، أو اسم فندق أُعلن عنه بوصفه مُلتقى العفّة. في سبعينيات القرن التاسع عشر، وبعد استقرارها في السوق بُنيت المزيد من الفنادق بأحجام ضخمة وتفاصيل أكثر، واستمرت شهرتها حتى ثمانينيات القرن نفسه، سُمي بعضها «قصر القهوة». مثل فندق تريفيليان المستوحى تصميمه من النهضة الفرنسية عام 1872، في ليدز، وقصر كوبدين للقهوة في بيرمينغهام، الذي بُني عام 1883 لإحياء الأسلوب القوطي، وهُدِم فيما بعد. 
انطلقت حركة الفضيلة في أستراليا بعد مدة قصيرة من انطلاقها في بريطانيا. تشكلت «جمعية الفضيلة» في ملبورن 1837. تبعتها جمعية التعفف الكامل عام 1842، وتنظيم الفضيلة المستقل عام 1847، واتحاد النساء المسيحيات عام 1885. تأسس فندق تانكارد في خمسينيات القرن التاسع عشر، وهو نُزُل يمتنع عن تقديم الكحول في أقصى غرب المدينة.
في أستراليا، شُيدَت المباني على غرار المباني البريطانية، وُصِف في اجتماع ملبورن للعفة عام 1878 أن الهدف بناء مكان: «جذاب قدر المستطاع لرجلٍ عامل، يجب أن يحتوي مرافق مسلية غير مؤذية ومتعة ذهنية، وله مميزات فندقٍ ضخم، مع فارق أن تحل القهوة محل المشروبات المُسكرة». اختلفت عن بريطانيا بكونها بُنيت على «أُسس تجارية» لا أن يكون مشروعًا مدعومًا أو غير هادف للربح. تأسست شركات «بيت القهوة» بعد فترة وجيزة من الاجتماعات في ملبورن وسيدني وأديليد، وأولها «قصر كولينغوود للقهوة» في مدينة فيتزوري، شارع سميث عام 1879، تبعه افتتاح «قصر ملبورن المزخرف للقهوة» في المدينة عام 1881.
انتشرت دعايتهم في زمن النمو الاقتصادي العظيم لأستراليا، الذي ربما اجتمع مع «السمو الأخلاقي» لهم، ما أدى إلى شعبيتهم الواسعة وتشييد العديد من «فنادق العفة» الضخمة المُفصلة في العقود القادمة، التي تُسمى دائمًا «قصور العفة». حدث النمو الاقتصادي الأعظم في ملبورن، وفي خضم «ازدهار الأراضي» وارتفاع قيمها كثيرًا أُنشأت العديد من المباني العملاقة للاستفادة من قيم تلك الأراضي. تزامن ذلك مع شيوع ما يُسمى الآن «العمارة الفيكتورية»، وهي مباني فخمة تمتلئ واجهاتها ومداخلها بالزخرفة، غالبًا على طراز عمارة عصر النهضة، أو مدمجة مع عناصر العمارة الإمبراطورية الثانية. بُنيت قصور القهوة على طراز العصر الفيكتوري دائمًا، أو بشكل مشابه للفنادق والحانات، مع استخدام مكثف للشرفات الحديدية.
يعد الأسكتلندي المشيخي والسياسي وأحد قادة ازدهار الأراضي، «جيمس مونرو» بطلًا لحركة الفضيلة في فيكتوريا، أسس شركة عام 1886 تمكنت من شراء أحد الفنادق المرموقة في شارع الربيع، الذي بُني قبل 3 سنوات، وحوله إلى فندق للعفة، «قصر القهوة العظيم»، وحرَق رخصة بيع الخمور كما أُشيع عنه.
يُعد «قصر القهوة الاتحادي» الذي بُني عام 1888 أكبر فندق في أستراليا، ويقع في زاوية شارع كولنز والملك في نهاية غرب مُقاطعة أعمال ملبورن المركزية، و«قصر القهوة العظيم» على الطرف المقابل من المدينة هو ثاني أكبر فندق في ملبورن، وقد يكون «قصر قهوة كوين» في المركز الثالث، مع أنه ليس فندقًا بل يتضمن شُققًا سكنية. في سيدني يصل حجم «قصر القهوة المركزي العظيم» الذي بُني عام 1889 إلى حجم المتروبل المعاصر وفندق أستراليا، لكنهما كانا الأكثر شهرةً وزيارة.
استمر الازدهار أكثر من عقد بفترة قصيرة، وانتهى بأزمة مصرفية عام 1893، وعدة انهيارات اقتصادية. خسرت بعض قصور القهوة زبائنها للفنادق المُرخصة التي بُنيت لتنافسها، وأما البقية فبُنيت للحصول على مُمولين لم يأتوا مطلقًا، لذا كان نجاحها صعبًا. تحولت بعضها إلى دور ضيافة أو فنادق خاصة، وفي حالة واحدة إلى مدرسة، وقدم بعضهم طلب للحصول على رخصة لبيع الخمور وتخلصوا من اسم «قصر القهوة».
عاد اسم «قصر القهوة» مجددًا في بداية القرن العشرين، غالبًا للنُزُل ودور الضيافة الصغيرة، توجد أحيانًا في المنتجعات أو القُرى، إشارةً إلى كونها غير مرخصة، لكنها لم تكن مناسبة لفخامة الاسم التي استخدمته، مثل قصر قهوة يارام عام 1901، الذي كان بحجم حانة.
اتسمت الفنادق القديمة بكبر حجمها واستخدامها للطراز الفيكتوري في البناء، واحتوائها على العديد من الغرف الصغيرة، لم تستمر هذه البنايات بكونها فنادق وأصبحت غالبيتها منازل رخيصة للتنقل في منتصف القرن العشرين، خاصةً تلك التي تقع في ضواحي ملبورن، وهُدِمت أعداد كبيرة منها خلال الفترة 1950-1970. أشهر ما بقي «فندق وينزر»، قصر القهوة العظيم الذي أُعيد تسميته وأسسه جيمس مونرو، الذي حصل على رخصة بيع الخمور الخاصة به مجددًا عام 1897، وغير اسمه عام 1920، وهو أكبر فندق بقي منذ القرن التاسع عشر في أستراليا.

## معرض صور لقصور القهوة في ملبورن

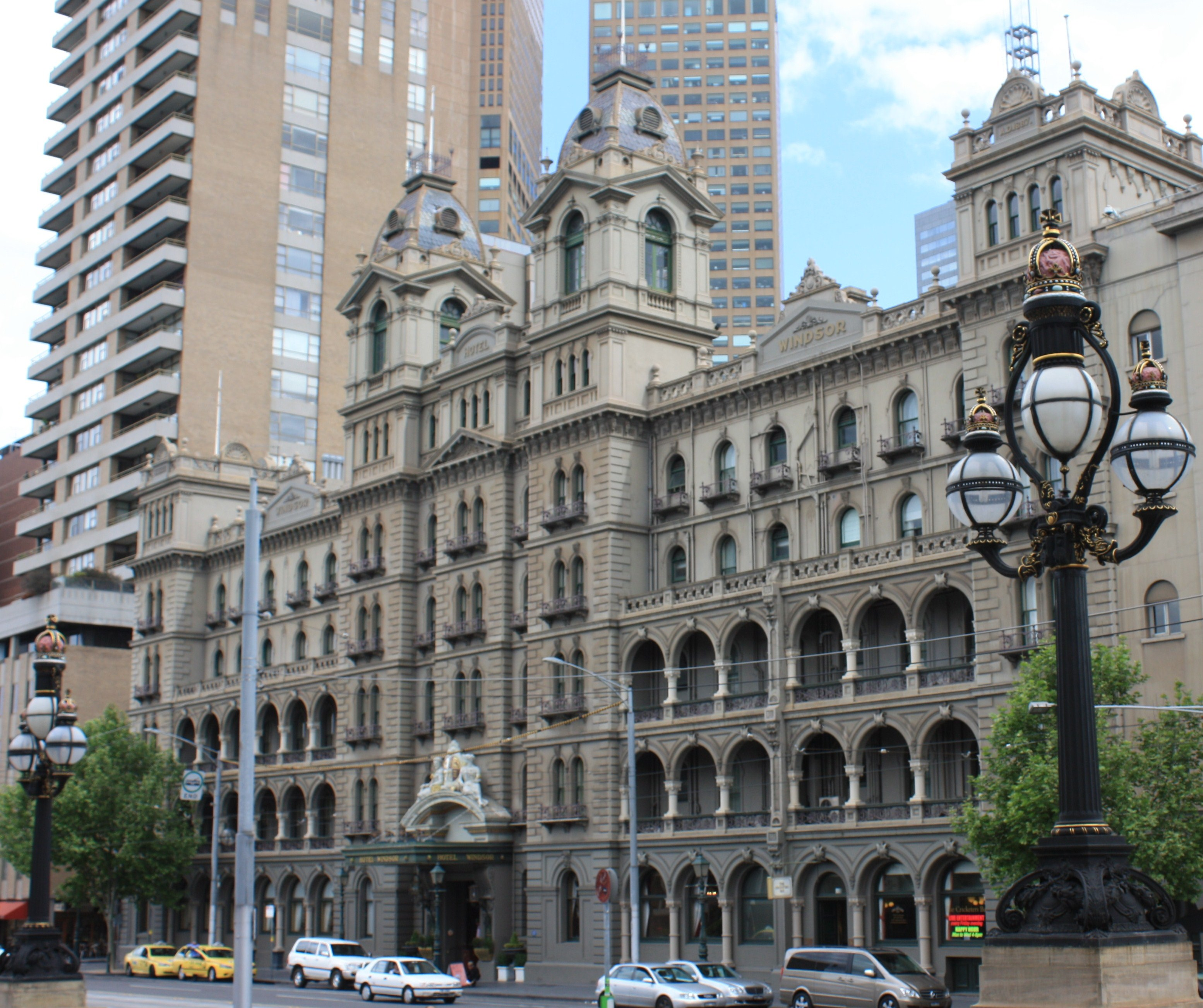
فندق وندسور (قصر جراند كوفي سابقًا).
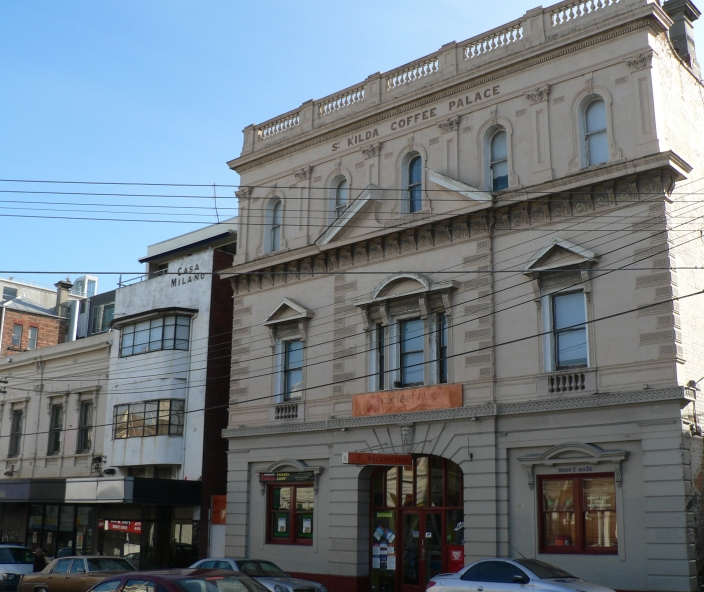
قصر قهوة سانت كيلدا، الآن هو بيت شباب للرحالة.
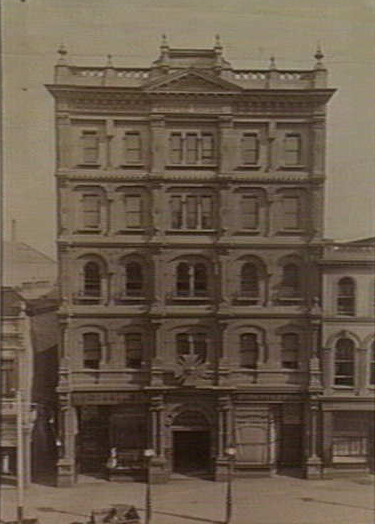
قصر قهوة ملبورن.
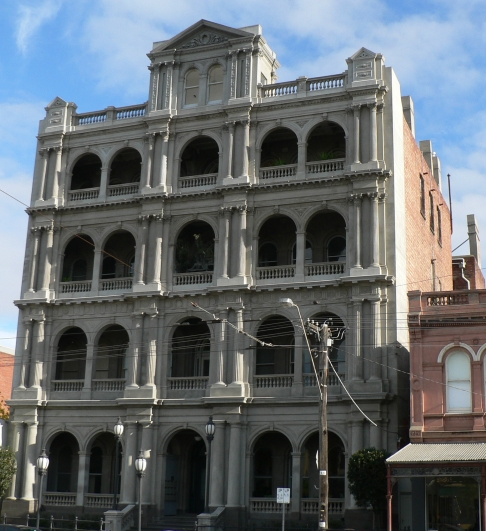
قصر ألبرت بارك كوفي.

## روابط خارجية
- Trove search for Coffee palaces
- قصور القهوة في أستراليا